# Scott Kelly
Scott Joseph Kelly (nascut el 21 de febrer de 1964) és un astronauta americà i capità naval retirat. En Kelly va ser comandant de l'Estació Espacial Internacional (ISS) durant l'Expedició 26. El germà bessó de Scott, Mark Kelly, és també astronauta. Els germans Kelly són els únics germans que han viatjat a l'espai.
El primer vol espacial d'en Kelly va ser com a pilot del Transbordador Espacial Discovery durant el STS-103 en el desembre de 1999. Va ser la tercera missió de servei al telescopi espacial Hubble, i va durar poc menys de 8 dies. El seu segon viatge espacial va ser com a comandant de la missió STS-118, una missió de 12 dies del Transbordador Espacial a l'Estació Espacial Internacional a l'agost de 2007.
En Kelly es va convertir en tripulant de llarga duració de l'ISS el 9 d'octubre de 2010, després d'arribar amb una nau russa Soiuz. Va arribar a l'estació durant l'Expedició 25, servint com a enginyer de vol. Ell va prendre el comandament de l'estació el 25 de novembre de 2010, a l'inici de l'Expedició 26, que va començar oficialment quan la nau Soiuz TMA-19 es va desacoblar, transportant l'anterior comandant de l'estació, Douglas H. Wheelock.
Actualment exerceix com a cap de la branca operacions de l'Estació Espacial Internacional.